# Albert Johne

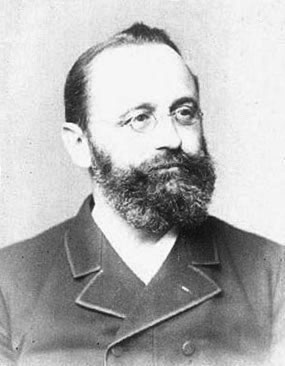
Albert Johne

Heinrich Albert Johne (geb. 10. Dezember 1839 in Dresden; gest. 5. Dezember 1910) war ein deutscher Tierarzt und Hochschullehrer an der Tierärztlichen Hochschule Dresden. Er ist Erstbeschreiber der Paratuberkulose und war ein Pionier der Trichinenuntersuchung.
Johne studierte von 1856 bis 1859 an der Tierärztlichen Hochschule Dresden Tiermedizin. Danach absolvierte er die Ausbildung für den höheren Dienst und wurde Bezirkstierarzt in Rochlitz. 1876 wurde er Dozent an der Tierärztlichen Hochschule Dresden und erhielt die Lehrbefugnis für Geburtshilfe, Embryologie, Beurteilungslehre, Histologie und physikalische Diagnostik. Zudem war er Leiter der Auswärtigen Klinik. Nach einer Tätigkeit als Assistent am Pathologischen Institut der Universität Leipzig wurde er 1879 mit der Arbeit Über die Ursachen der Mauke oder Schlempemauke promoviert. Er wurde 1879 zum Professor für pathologische Anatomie und allgemeine Pathologie berufen. 1895 veröffentlichte er den Aufsatz Ein eigenthümlicher Fall von Tuberculose beim Rind, in dem er erstmals die von Mycobacterium avium subspecies paratuberculosis ausgelöste Paratuberkulose beschrieb, die nach ihm auch als Johnesche Krankheit bezeichnet wird. 1903 wurde ihm der Titel Geheimer Medizinalrat verliehen, 1904 wurde er emeritiert. Sein Nachfolger wurde Ernst Joest.
1887 besuchte er Dänemark und wurde Ehrenmitglied der Dänischen Vereinigung der Tierärzte. Ihm wurde zudem der Dannebrogorden verliehen. Johne war eng mit dem dänischen Pathologieprofessor Bernhard Bang befreundet und mehrmals bei ihm zu Gast. Im Treppenhaus des Veterinär-Pathologischen Instituts der Veterinärmedizinischen Fakultät der Universität Leipzig befindet sich eine Bronzetafel die an Johne erinnert.

## Ehrungen
An Albert Johne erinnert eine Bronzetafel im Treppenhaus des Instituts für Veterinär-Pathologie der Veterinärmedizinischen Fakultät der Universität Leipzig.